# Lancia Thesis
Lancia Thesis – samochód osobowy klasy średniej-wyższej produkowany przez włoską markę Lancia w latach 2001–2009.

## Historia i opis modelu

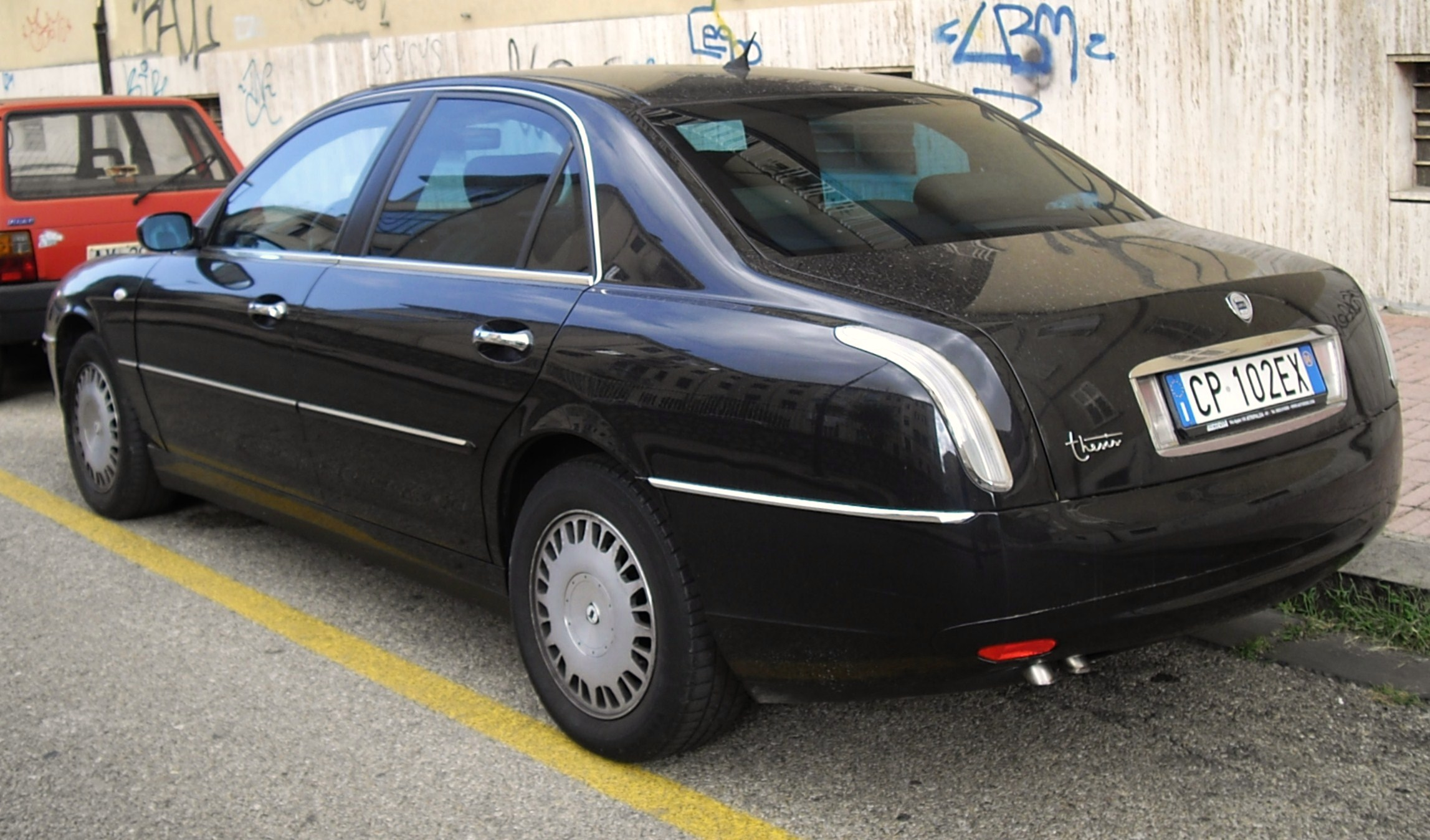
Lancia Thesis – tył

Model Thesis został poprzedzony dwoma prototypami – pierwszy Dialogos z 1998 roku oraz drugi Giubileo z 2000 roku, który stworzony został specjalnie w jednym egzemplarzu dla papieża Jana Pawła II. Oficjalna premiera pojazdu miała miejsce podczas targów motoryzacyjnych w Genewie w marcu 2001 roku.
Pojazd otrzymał futurystyczną stylistykę nawiązującą do historycznych modeli Lancii z uwypuklonym pasem przednim i reflektorami w kształcie rombu oraz charakterystyczne, tylne światła ułożone w pionie wykonane całkowicie w technologii LED (jako pierwszy samochód seryjny). Początkowo samochód oferowany był w dwóch wersjach wyposażenia Executive i Emblema, oraz czterech odmian silnikowych: Trzech benzynowych: 2.0T R5, 2.4 R5 oba z manualną skrzynią biegów, 3.0 V6 z automatyczną skrzynią biegów Comfortronic, oraz dieslem 2.4 JTD 10V który był parowany z manualną skrzynią biegów. W 2003 roku do oferty dołączył benzynowy silnik 3.2 V6 który zastąpił w ofercie silnik 3.0 V6, oraz  2.4 JTD 20V który zastąpił  2.4 JTD 10V. Od tej pory silnik JTD oraz benzynowy 2.4 R5 można było również zamówić z automatyczną przekładnią Comfortronic. Od 2006 jedynym oferowanym silnikiem pozostał 2.4JTD 20V wyposażony w DPF.
Zawieszenie Lancii Thesis jest wielowahaczowe typu Multi-link z aluminiowymi wahaczami (żeliwnymi w Blindata), zarówno z przodu jak i z tylu. W zawieszeniu zastosowano aktywne amortyzatory Skyhook (Sachs DCC) sterowane elektronicznie.
Układ kierowniczy z wspomaganiem hydraulicznym, w samochodach z automatyczną skrzynią biegów, dodatkowo aktywny z systemem Variosteer sterowanym elektronicznie.
Układ hamulcowy hydrauliczny dwuobwodowy z serwem podciśnieniowym lub serwem aktywnym (które stosowano wraz z tempomatem adaptacyjnym ACC), oraz ABS, EBD, ESP, ASR, Tarcze hamulcowe wentylowane na wszystkich kołach. Przednie zaciski jednotłoczkowe (dwutłoczkowe w Blindata), tylne jednotłoczkowe wraz z elektrycznym hamulcem ręcznym EPB  firmy TRW (jako pierwszy samochód seryjny).
Wnętrze pojazdu było wyposażone w tapicerkę do wyboru kupującego wykonane z: naturalnej wełny, alcantary, naturalnej skóry, skóry Poltrona Frau, skóry ekologicznej. Elementy konsoli środkowej oraz klamki wykonano z magnezu. Przez drzwi i deskę rozdzielcza przebiega listwa z okleiną za naturalnego drewna z tzw. "otwartymi porami".
Deska rozdzielcza wyposażona w zestaw wskaźników stylizowanych na klasyczne wskaźniki "Veglia-Borletti", z dodatkowym kolorowym wyświetlaczem oraz podświetleniem tarcz typu "Indiglo".
W 2006 roku z okazji 100. rocznicy istnienia marki Lancia wprowadzono do produkcji limitowaną wersję Sportiva (na rynku włoskim Collezione Centenario), która otrzymała srebrny lub czarny, metaliczny lakier, dodatkowe, aluminiowe elementy nadwozia oraz 18-calowe alufelgi, skórzaną tapicerkę w kolorze czerwonym oraz listwa z drewna o ciemniejszym zabarwieniu. Napędzana jest ona przez pięciocylindrowy, turbodoładowany silnik wysokoprężny z filtrem cząstek stałych o pojemności 2.4 l i mocy maksymalnej 136 kW (185 KM). W 2007 roku zaprezentowano specjalną wersję pojazdu Limited Edition 2007 wyposażoną w silnik wysokoprężny i metalizowany lakier w kolorze beżowo-szarym, skórzaną tapicerkę w kolorze beżowym.
Łącznie wyprodukowano około 16 000 egzemplarzy pojazdu.

### Wersje wyposażeniowe
- Emblema
- Executive
- Aziende – wersja zubożona dla wypożyczalni
- Sportiva – wersja limitowana
- Collezione Centenario – wersja limitowana
- Limited Edition 2007 – wersja limitowana
- Blindata/Protecta B4,B6 – wersje opancerzone
- Stola S85 – limuzyna o przedłużonym nadwoziu

Standardowe wyposażenie pojazdu obejmuje m.in. elektryczne sterowanie szyb, elektryczne sterowanie lusterek, system ABS z EBD, ASR, ESP, EPB.  8 poduszek powietrznych, dwustrefową klimatyzację automatyczną, reflektory Bi-ksenonowe system teleinformatyczny Connect Plus, z 7-calowym wyświetlaczem i kierownicą wielufunkcyjną, tempomat, czujnik zmierzchu, czujnik deszczu, tylna szyba przyciemniana, automatyczny hamulec postojowy EPB zawieszenie z amortyzatorami aktywnymi Skyhook (niedotyczy Aziende, Blindata), koła ze stopów lekkich 16" (styl klasyczny) (niedotyczy Aziende)
Dodatkowo w wersji Emblema: tylne boczne szyby przyciemniane, trzystrefowa klimatyzacja automatyczna, kolumna kierownicy, lusterka oraz fotele przednie ogrzewane i elektrycznie sterowane z pamięcią, roleta elektryczna tylnej szyby, system teleinformatyczny Connect Nav Plus z 7-calowym wyświetlaczem, kierownicą wielofunkcyjną i pilotem zdalnego sterowania, system audio Bose, zmieniarka CD, koła ze stopów lekkich 16" (styl elegancki).
Jako wyposażenie dodatkowe można było otrzymać: szyberdach z bateriami słonecznymi ("solardach" umożliwiający przewietrzanie wnętrza pojazdu podczas postoju), fotele i kanapę "Comfort" z masażem i wentylacją, kanapę podgrzewaną,  bezkluczykowy dostęp "Keyless EasyGo", autoalarm, tempomat adaptacyjny ACC, ogrzewanie postojowe Webasto, szyby antywłamaniowe EPG, lusterka fotochromatyczne, tuner TV,  słuchawkę telefoniczną w przednim podłokietniku, czujniki parkowania przednie i tylne, system kontroli ciśnienia w oponach TPMS, koła ze stopów lekkich 17" (styl sportowy), koła ze stopów lekkich 18" (Sportiva), koła specjalne Michelin PAX.
W 2004 roku na bazie pojazdu powstała wydłużona wersja zbudowana przez firmę Stola oznaczona S85.
Pojazd skonfigurować można było m.in. w kuloodpornej wersji Protecta wykonanej w dwóch standardach bezpieczeństwa B6 oraz B4.

### Silniki
| Silnik                | Pojemność skokowa [cm³] | Kod silnika        | Typ silnika        | Układ rozrządu     | Moc maksymalna [KM] przy obr./min | Maks. momentobrotowy [Nm] przy obr./min | Przyśpieszenie 0–100 km/h [s] | Prędkość maks. [km/h]    |
| Silniki benzynowe:    | Silniki benzynowe:      | Silniki benzynowe: | Silniki benzynowe: | Silniki benzynowe: | Silniki benzynowe:                | Silniki benzynowe:                      | Silniki benzynowe:            | Silniki benzynowe:       |
| --------------------- | ----------------------- | ------------------ | ------------------ | ------------------ | --------------------------------- | --------------------------------------- | ----------------------------- | ------------------------ |
| 2.0 Soft Turbo        | 1998                    | 841E000            | R5                 | DOHC 20V           | 185 / 5500                        | 308 / 2200                              | manual: 8,9                   | manual: 224              |
| 2.4                   | 2446                    | 841D000            | R5                 | DOHC 20V           | 170 / 6000                        | 226 / 3500                              | manual: 9,5 automat: 10,0     | manual: 217 automat: 215 |
| 3.0                   | 2959                    | 841A000            | V6                 | DOHC 24V           | 215 / 6300                        | 263 / 5000                              | automat: 9,2                  | automat: 235             |
| 3.2                   | 3179                    | 841L000            | V6                 | DOHC 24V           | 230 / 6200                        | 288 / 4800                              | automat: 8,8                  | automat: 240             |
| Silniki wysokoprężne: |                         |                    |                    |                    |                                   |                                         |                               |                          |
| 2.4 JTD               | 2387                    | 841C000            | R5                 | SOHC 10V           | 150 / 4000                        | 305 / 1800                              | manual: 10,1                  | manual: 206              |
| 2.4 JTD               | 2387                    | 841G000 841H000    | R5                 | DOHC 20V           | 175 / 4000                        | manual: 380 / 2000 automat: 330 / 1750  | manual: 9,8 automat: 10,2     | manual: 225 automat: 220 |